# Pizzo Alzasca
Pizzo Alzasca är en bergstopp i Schweiz.   Den ligger i distriktet Vallemaggia och kantonen Ticino, i den sydöstra delen av landet, 110 km sydost om huvudstaden Bern. Toppen på Pizzo Alzasca är 2 262 meter över havet, eller 224 meter över den omgivande terrängen. Bredden vid basen är 1,6 km.
Terrängen runt Pizzo Alzasca är huvudsakligen bergig. Närmaste större samhälle är Losone, 18,5 km sydost om Pizzo Alzasca. 
I omgivningarna runt Pizzo Alzasca växer i huvudsak blandskog. Runt Pizzo Alzasca är det glesbefolkat, med 13 invånare per kvadratkilometer.